# Maretiola nepalica
Maretiola nepalica är en kackerlacksart som beskrevs av Bei-Bienko 1968. Maretiola nepalica ingår i släktet Maretiola och familjen småkackerlackor.
Artens utbredningsområde är Nepal. Inga underarter finns listade i Catalogue of Life.